# Llanocetidae
A Llanocetidae az emlősök (Mammalia) osztályának párosujjú patások (Artiodactyla) rendjébe, ezen belül a cetek (Cetacea) alrendágába tartozó fosszilis család.
Ezek a cetek, a kezdetleges szilák mellett foggal is rendelkeztek.

## Rendszerezés
A családba az alábbi 2-3 nem tartozik:
- Llanocetus Mitchell, 1989 - típusnem; késő eocén; Antarktisz[1]
- Mystacodon Lambert et al., 2017 - késő eocén; Peru
- OU GS10897 - raktárszámú típuspéldány, amely még nincs megnevezve és pontosan besorolva; késő eocén; Új-Zéland[2]

## Fordítás
- Ez a szócikk részben vagy egészben  a   Llanocetidae című angol Wikipédia-szócikk ezen változatának fordításán alapul.  Az eredeti cikk szerkesztőit annak laptörténete sorolja fel. Ez a jelzés csupán a megfogalmazás eredetét és a szerzői jogokat jelzi, nem szolgál a cikkben szereplő információk forrásmegjelöléseként.
- Ez a szócikk részben vagy egészben  a   List of extinct cetaceans#Suborder_Mysticeti című angol Wikipédia-szócikk ezen változatának fordításán alapul.  Az eredeti cikk szerkesztőit annak laptörténete sorolja fel. Ez a jelzés csupán a megfogalmazás eredetét és a szerzői jogokat jelzi, nem szolgál a cikkben szereplő információk forrásmegjelöléseként.